# Márky Géza
Márkly Géza Béla Rudolf (Budapest, 1911. március 21. – Miskolc, 1971. augusztus 27.) magyar színész, színházigazgató.

## Életpályája
Szülei: Márkly Béla József Géza és Wallerstein Mária voltak. Gaál Béla filmiskolájában tanult. Ezután két évig Svájcban és Németországban szerepelt énekesként. 1939-ben Kardoss Géza társulatához került. 1939–1957 között nem szerepelt filmben. 1942–1946 között a debreceni Csokonai Nemzeti Színház tagja volt. 1945–1951 között a kecskeméti Katona József Színház igazgatója volt. 1946–1949 között a Szegedi Nemzeti Színház színművésze volt. 1949–1951 között a szolnoki Szigligeti Színház igazgatója volt. 1951-től a Művelődésügyi Minisztérium színházi osztályának vezetője volt. 1956–1971 között a József Attila Színházban játszott.

## Magánélete
1937. szeptember 21-én, Budapesten házasságot kötött Weinberg Aino Ilonával. 1943 októberétől Jakab Szilvia színésznő volt a felesége.
Sírja a Farkasréti temetőben található (623 ("DD")-810).

## Színházi szerepei
A Színházi Adattárban regisztrált bemutatóinak száma: 46.
| - Steinbeck: Egerek és emberek....Curly - Léon: Az elvált asszony....Leye ügyvéd - Gárdonyi Géza: Annuska....Vas Imre - William Shakespeare: Lear király....Francia király - Rényi Aladár: A kis gróf....László - Dumas: A három testőr....Aramis; Cahusac - Shaw: Tanner John házassága....Robinson Octavius - Skvarkin: Az idegen gyermek....Jasa - Gribojedov: Az ész bajjal jár....Szergej Szergejevics Szkalozub ezredes - Kanin: Ócskavas nagyban....Paul Verrall - Kálmán Imre: Csárdáskirálynő....Edvin - Gergely Sándor: Vitézek és hősök...Bokor - Schönthan: A szabin nők elrablása....Szendeffy Endre - Lope de Vega: A kertész kutyája....Teodoro; Ricardo gróf - Scserbacsov: Dohányon vett kapitány....Hannibál - Pavlenko: Boldogság....Voropájev - Huszka Jenő: Mária főhadnagy....Kászonyi - Illyés Gyula: Dózsa György....II. Ulászló király - Huszka Jenő: Bob herceg....Tom - Benatzky: Az esernyős király....Lucien Tirlemont - Capek: Emilia Marty titka (A Makropulos ügy)....Orvos - Földes Mihály: Honvágy....Marjai - Sardou-Moreau: A szókimondó asszonyság....Savary | - Kállai István: Ugorj ki az ablakon....Kázmér - Gozzi–Schiller: Turandot hercegnő....Trufaldino - Shaw: Szelíd emberek....Polack - Kastner: Az eltűnt miniatűr....Würtzinger őrmester - Kállai István: Férjek a küszöbön....Dömötör Jenő - Kertész Imre: Cyrano házassága....Színész - Szomory Dezső: II. József....Gróf Pálffy - Berkesi András: Villa Bécs mellett....Lister ezredes - Bulgakov: Fehér karácsony....Von Dust - Anouilh: Becket avagy az Isten becsülete....York püspök - Berkesi András: Viszontlátásra, Harangvirág!....Bóbitás Lajos - Nádas Gábor: Keménykalaposok....Harmadik Kalapos - Jonson: Volpone, avagy a pénz komédiája....Castrone - Berkesi András: Húszévesek.... - Giraudoux: Párizs bolondja....Harmadik részvényes - Gyárfás Miklós: Kényszerleszállás....Köteles ember - Osztrovszkij: Farkasok és bárányok....Sztropilin - Rozov: Ketten az úton....Pjotr - Christie: Gyilkosság a paplakban....Dick - Gabányi Árpád: Aba Sámuel király....Viska |

## Filmográfiája
| - Rákóczi induló (1933) - Egy éj Velencében (1934) - Meseautó (1934) - Családi pótlék (1937) - Pillanatnyi pénzzavar (1937–1938) - Megvédtem egy asszonyt (1938) - Az örök titok (1938) - Elcserélt ember (1938) - Cifra nyomorúság (1938) - Papucshős (1938) - A leányvári boszorkány (1938) - Rozmaring (1938) - A pusztai királykisasszony (1938) - A varieté csillagai (1938) - Fehérvári huszárok (1938) - Nincsenek véletlenek (1938) - Toprini nász (1939) - Szervusz, Péter! (1939) - 5 óra 40 (1939) - Tökéletes férfi (1939) - A miniszter barátja (1939) - Gerolsteini kaland (1957) - Csempészek (1958) - Nehéz kesztyűk (1958) - Pisti meg a mama (1958) - Merénylet (1959) - Szegény gazdagok (1959) - Születésnapi ajándék (1960) - Fiatalokért (1961) | - Életmentő véradók (1961) - Áprilisi riadó (1962) - Az utolsó vacsora (1962) - Örökre eltiltva (1963) - Fotó Háber (1963) - Honfoglalás 1–3. (1963) - A pénzcsináló (1964) - Az aranyfej (1964) - Egy ember, aki nincs (1964) - Mit csinált felséged 3-tól 5-ig? (1964) - Háry János (1965) - Négy lány egy udvarban (1965) - Özvegy menyasszonyok (1965) - Patyolat akció (1966) - Sok hűség semmiért (1966) - Büdösvíz (1966) - Könnyű kis gyilkosság (1967) - Reggeli a marsallnál (1967) - Egri csillagok 1–2. (1968) - Halász doktor (1968) - Próféta voltál szívem (1968) - 7 kérdés a szerelemről (és 3 alkérdés) (1969) - Az ember tragédiája (1969) - Imposztorok (1969) - Befejezetlen tárgyalás (1969) - Valaki a sötétből (1969) - Kedd, szerda, csütörtök (1969) - Őrjárat az égen (1970) - A 0416-os szökevény (1970) - Miért is mentem hozzád feleségül? (1970) |